# Institut mémoires de l'édition contemporaine

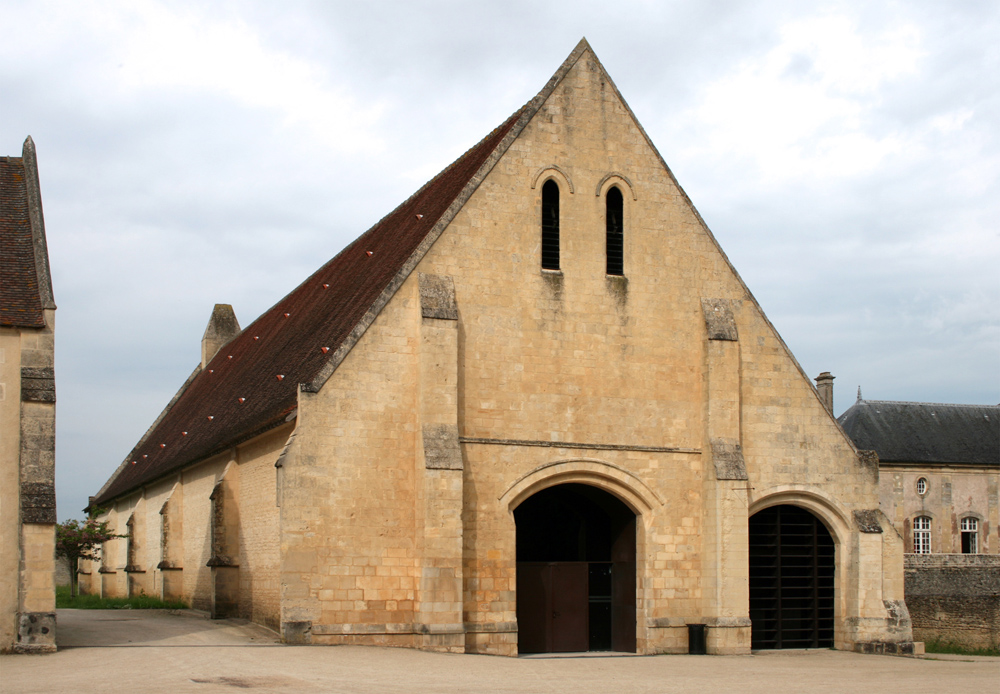
Exterior de la abadía del IMEC, Caen, Normandía.

El Institut mémoires de l'édition contemporaine (sigla IMEC) es una suerte de Instituto de Archivos Editoriales Contemporáneos de Francia, una institución privada creada en 1988 por iniciativa de investigadores y profesionales del sector editorial francés para reunir archivos y estudios relacionados con las principales casas editoriales. También recopila material sobre revistas francesas y otros actores de la vida literaria del país. Organización sin ánimo de lucro, desde 2004 tiene su sede en la Abadía de las Ardenas, cerca de Caen, Normandía, donde cuenta con una biblioteca de 80.000 libros y más de 15 km de estanterías. La sala de lectura está abierta a los investigadores.

## Historia
El Institut mémoires de l'édition contemporaine (IMEC) es una organización sin ánimo de lucro creada en otoño de 1988 a partir de una iniciativa privada, pero apoyada por el Ministerio de Cultura y Comunicación de Francia. El instituto es fruto de una idea formulada y desarrollada por sus fundadores, Olivier Corpet, Jean-Pierre Dauphin y Pascal Fouché, quienes se dieron cuenta de que era necesario crear las condiciones que permitieran una auténtica investigación en los archivos literarios contemporáneos, cuyo acceso era difícil o incluso imposible. Jean-Pierre Dauphin se convirtió en el primer presidente y Olivier Corpet fue nombrado director. En 1989, la asociación se dio una estructura más consolidada con el refuerzo de su consejo de administración, en el que, además de los tres miembros fundadores, figuraban tutores como el Centre national des lettres y los ministerios de Cultura y Educación, así como personalidades y profesionales del mundo editorial.  Claude Durand, presidente y director general de la Editorial Fayard, fue elegido presidente. En marzo, el instituto se trasladó al número 25 de la rue de Lille de París, donde abrió una biblioteca. Las dos primeras colecciones inauguradas fueron las de Louis-Ferdinand Céline y Jean Genet..
En apenas siete años, en 1995, el Instituto contaba con 120 colecciones bajo su custodia. Entre ellas figuran la colección Hachette, clasificada como monumento histórico, así como las de los editores Denoël, Fayard, Flammarion, Stock y Seuil, y numerosas revistas como la Revue des Deux Mondes y Esprit. También hay autores, entre ellos algunos de los más grandes nombres de las humanidades y las ciencias sociales: Roland Barthes y Michel Foucault, los novelistas Marguerite Duras, André Pieyre de Mandiargues y Alain Robbe-Grillet, el poeta y dramaturgo Georges Schehadé, el músico Erik Satie y el pintor Christian Dotremont.
En 1998, el IMEC se trasladó al 9 rue Bleue de París. También se le concedió el sello de «Centre culturel de rencontre ». Se añadieron nuevos archivos y, en 1999, el instituto pudo publicar su primera lista de colecciones, el repertorio que contiene cerca de 190 fondos. El inicio de las obras de restauración y acondicionamiento de la abadía en 2000 fue la culminación de un largo periodo de trabajo que concilió la valorización del patrimonio arquitectónico del lugar con las necesidades del Instituto. La tarea se confió a Bruno Decaris, arquitecto jefe de monumentos históricos.

### Abadía

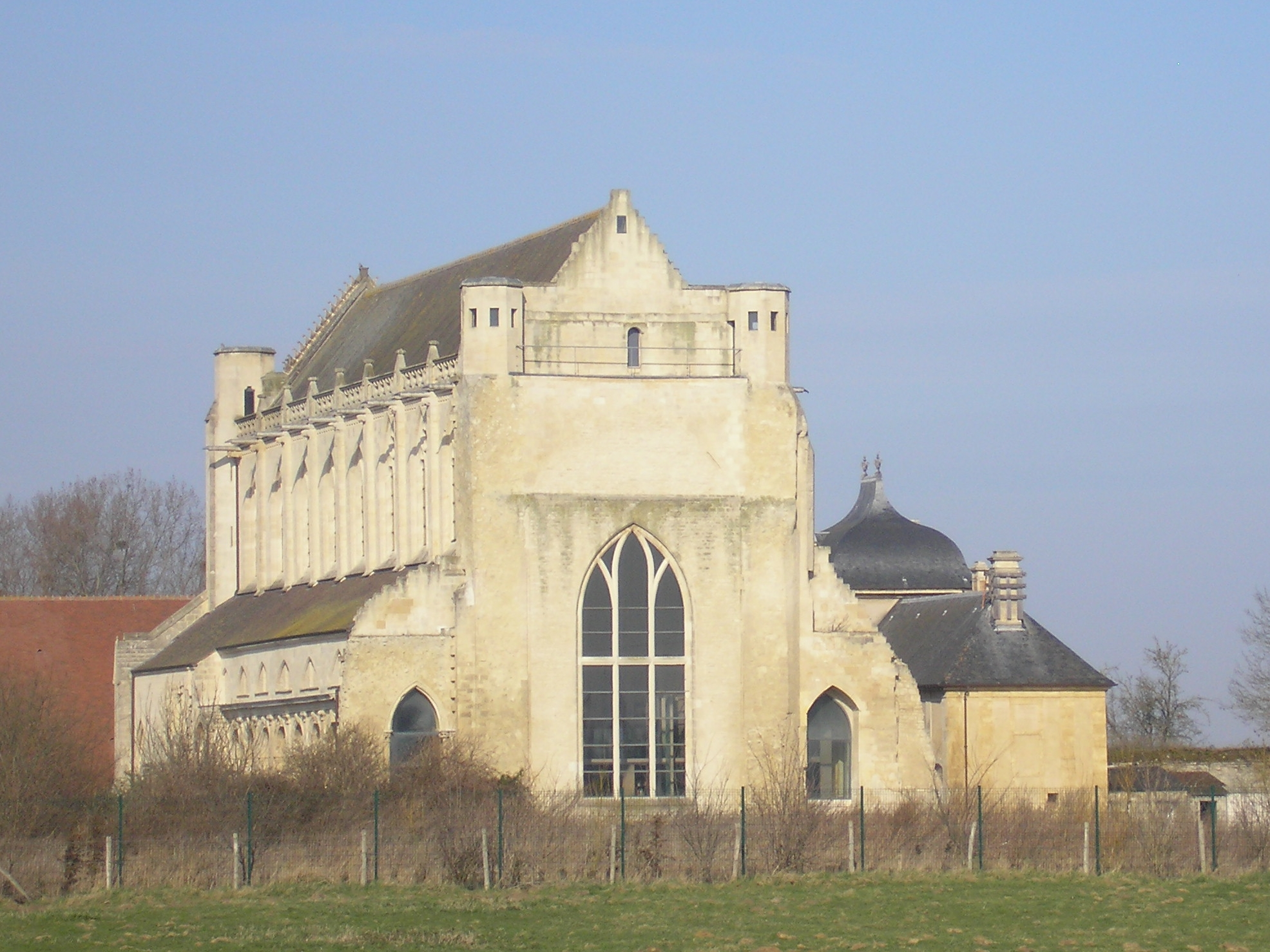
Exterior de la biblioteca.

En 2004, una vez finalizadas las obras, el IMEC inició el traslado de sus fondos de archivo a la abadía de Ardenne, totalmente restaurada y acondicionada para albergar una biblioteca de 80.000 obras, salas de archivo en el sótano con más de 15 km de estanterías y una gran nave reconstruida que alberga una sala de consulta abierta a los investigadores. La abadía y la biblioteca abrieron sus puertas en octubre de 2004.